# Långetångskilen
Långetångskilen är en sjö i Sotenäs kommun i Bohuslän och ingår i Örekilsälven-Strömsåns kustområde. Långetångskilen ligger i Ramsvikslandet Natura 2000-område.